# Lancaster (Kentucky)
Lancaster é uma cidade localizada no estado americano de Kentucky, no Condado de Garrard.

## Demografia
Segundo o censo americano de 2000, a sua população era de 3734 habitantes.
Em 2006, foi estimada uma população de 4372, um aumento de 638 (17.1%).

## Geografia
De acordo com o United States Census Bureau tem uma área de
4,6 km², dos quais 4,6 km² cobertos por terra e 0,0 km² cobertos por água. Lancaster localiza-se a aproximadamente 313 m acima do nível do mar.

## Localidades na vizinhança
O diagrama seguinte representa as localidades num raio de 24 km ao redor de Lancaster.